# Moutiers-les-Mauxfaits (tổng)
Tổng Moutiers-les-Mauxfaits là một tổng, nằm ở tỉnh Vendée trong vùng Pays de la Loire.

## Composition
Tổng Moutiers-les-Mauxfaits bao gồm các xã sau:
- Moutiers-les-Mauxfaits (thủ phủ): 1811 người (2008)
- Angles: 1 808 người (2004)
- La Boissière-des-Landes: 1 247 người (2005)
- Le Champ-Saint-Père: 1 316 người (1999)
- Curzon: 356 người (1999)
- La Faute-sur-Mer: 905 người (1999)
- Le Givre: 342 người (2005)
- La Jonchère: 296 người (1999)
- Saint-Avaugourd-des-Landes: 770 người (2005)
- Saint-Benoist-sur-Mer: 319 người (1999)
- Saint-Cyr-en-Talmondais: 338 người (2005)
- Saint-Vincent-sur-Graon: 1 238 người (2005)
- La Tranche-sur-Mer: 2 510 người (1999)